# Pulo Pande
Pulo Pande is een bestuurslaag in het regentschap Pidie van de provincie Atjeh, Indonesië. Pulo Pande telt 411 inwoners (volkstelling 2010).